# Ștefan I. Nenițescu
Ștefan I. Nenițescu (n. 8 octombrie 1897, București — d. octombrie 1979, București) a fost critic literar și de artă, jurnalist literar și de artă, publicist, poet, scriitor, traducător și estetician român, dar și consilier economic al României la Haga.

## Biografie

### Educație și carieră
Născut în București, Ștefan i-a avut ca părinți pe poetul Ioan S. Nenițescu și soția sa Elena (născută Ștefan). A urmat Universitatea Sapienza din Roma din anul 1920, după care a urmat, la Universitatea din București, departmentul de literatură și filozofie. A început cariera sa universitară ca asistent de profesor universitar și a ajuns la poziția de profesor asociat la aceeași Universitate. Din punct de vedere politic, Nenițescu a devenit, la început, secretar de presă, pentru ca ulterior să servească ca un consilier economic al Legației României de la Haga.

### Operă
Prima dată când Ștefan I. Nenițescu a intrat în publicistică a fost în 1915, cu un articol despre William Shakespeare, care a apărut în Noua revistă română. Prima sa carte de poezii, Denii (1919), a fost urmată de volumele Vrajă (1923) și Ode italice (1925). Singurul său volum de teatru a fost Trei mistere (1922). 
Începând cu anul 1924, Nenițescu a scris pentru revista Gândirea, fiind, de asemenea, un membru fondator al PEN Club. A contribuit cu critică de poezie și de artă la Convorbiri Literare, Ideea europeană, Vremea, Universul literar, Viața Românească, Adevărul și Arta plastică. În 1925, Nenițescu a publicat tratatul Istoria artei ca filosofie a istoriei. Un alt aspect literar al său a fost cea de traducător din italiană în română, traducând din Benedetto Croce (Estetica, 1922) și din Niccolò Machiavelli (comedia în 5 acte Mătrăguna, 1926).
Prin grija prof. Emil Marinescu, legatarul testamentar al lui Ștefan I. Nenițescu, editura Paideia a început în 2025 publicarea operei postume a autorului. Astfel a apărut volumul "Despre zvonuri și taină" ISBN 978-606-748-930-9 cu o postfață semnată de Emil Hurezeanu.

### Stil literar
Inițial, amprenta poeziei lui Nenițescu fusese discursivă și religioasă, „aliniindu-se” cu stilul curentului de la Gândirea, cunoscut ca gândirism. În timp, versurile sale au devenit din ce în ce mai ermetice, culminân cu volumul antologic Ani (1973). Texte publicate în anii ’40 și ’50 dezvăluie versul liric intelectualizat de natură eminamente clasică.